# Мануель Гарсія Прієто
Мануель Гарсія Прієто, 1-й маркіз Алусемас (ісп. Manuel García Prieto; 5 листопада 1859 — 8 березня 1938) — іспанський правник і політик, міністр внутрішніх справ, юстиції, закордонних справ, громадських робіт різних років, голова Сенату, п'ять разів очолював уряд Іспанії.

## Кар'єра
Здобувши юридичну освіту, працював прокурором у мадридському суді, також був членом військового юридичного корпусу. 1887 року був обраний депутатом Конгресу. 1897 року отримав роботу в міністерстві закордонних справ, а потім став заступником міністра заморських територій. 1905 року очолив міністерство внутрішніх справ у кабінеті свого тестя, Монтеро Ріоса. Того ж року отримав пост міністра юстиції в кабінеті Сехізмундо Морета, втім вийшов у відставку через незгоду з політикою поступок військовим, яку провадив прем'єр-міністр.
1906 року Гарсія Приєто став міністром громадських робіт у кабінеті Лопеса Домінгеса. 1910 року очолив міністерство закордонних справ в уряді Хосе Каналехаса. На тій посаді мав значні успіхи, домовившись про підписання іспансько-марокканського договору 1911 року, а також домігшись для іспаномовних держав Америки представництва в Міжнародному суді в Гаазі. Після вбивства Каналехаса Гарсія Прієто впродовж двох днів очолював Раду міністрів.
Після перемоги на виборах 1916 року Гарсія Прієто став головою Сенату. 19 квітня 1917 року він сформував свій кабінет. Проте Гарсія Прієто не зміг упоратись зі зростанням невдоволення в країні в цілому та в армії зокрема. Зрештою вже 11 червня того ж року уряд очолив Едуардо Дато, запропонувавши своєму попереднику пост міністра громадських робіт.
3 листопада 1917 року король Альфонс XIII доручив Гарсії Прієто сформувати так званий уряд національної концентрації, до складу якого вперше в історії увійшли каталонські регіоналісти. Той кабінет працював до виборів 1918 року. В новому уряді Гарсія Прієто отримав портфель міністра внутрішніх справ. 9 листопада останній знову сформував свій кабінет, який, однак, протримався лише 26 днів.
7 грудня 1922 року Мануель Гарсія Прієто вп'яте очолив іспанський уряд. Той кабінет став останнім обраним урядом конституційної монархії. 15 вересня 1923 року генерал Мігель Прімо де Рівера здійснив військовий переворот, установивши в країні диктатуру. Гарсія Прієто намагався зупинити переворот, але зазнав невдачі та був змушений вийти у відставку. Згодом він відійшов від політичного життя, втім після смерті Прімо де Рівери долучився до останнього монархічного уряду Хуана Баутісти Аснара-Кабаньяса як міністр у справах релігій і юстиції.